# Danh sách cầu thủ tham dự Giải vô địch bóng đá Đông Á 2008
Đây là danh sách chính thức các cầu thủ tham dự vòng chung kết Giải vô địch bóng đá Đông Á 2008, được tổ chức tại Trung tâm Thể thao Olympic, Trùng Khánh, Trung Quốc từ ngày 17 cho đến ngày 23 tháng 2. Mỗi đội được đăng ký 23 cầu thủ, bao gồm 3 thủ môn.

## Nhật Bản
Huấn luyện viên trưởng:  Okada Takeshi
| Số | Vt | Cầu thủ                  | Ngày sinh (tuổi)     | Số trận | Câu lạc bộ          |
| -- | -- | ------------------------ | -------------------- | ------- | ------------------- |
| 1  | TM | Kawaguchi Yoshikatsu (C) | 15 tháng 8 năm 1975  | 112     | Júbilo Iwata        |
| 18 | TM | Narazaki Seigo           | 11 tháng 4 năm 1976  | 52      | Nagoya Grampus      |
| 23 | TM | Kawashima Eiji           | 20 tháng 3 năm 1983  | 0       | Kawasaki Frontale   |
| 3  | HV | Komano Yūichi            | 25 tháng 6 năm 1981  | 30      | Júbilo Iwata        |
| 4  | HV | Iwamasa Daiki            | 30 tháng 1 năm 1982  | 0       | Kashima Antlers     |
| 5  | HV | Yasuda Michihiro         | 20 tháng 12 năm 1987 | 0       | Gamba Osaka         |
| 15 | HV | Mizumoto Hiroki          | 12 tháng 9 năm 1985  | 2       | Gamba Osaka         |
| 21 | HV | Kaji Akira               | 13 tháng 1 năm 1980  | 61      | Gamba Osaka         |
| 22 | HV | Nakazawa Yuji            | 25 tháng 2 năm 1978  | 69      | Yokohama F. Marinos |
| 25 | HV | Uchida Atsuto            | 27 tháng 3 năm 1988  | 3       | Kashima Antlers     |
| 2  | TV | Konno Yasuyuki           | 25 tháng 1 năm 1983  | 15      | F.C. Tokyo          |
| 7  | TV | Endō Yasuhito            | 28 tháng 1 năm 1980  | 60      | Gamba Osaka         |
| 8  | TV | Hanyu Naotake            | 22 tháng 12 năm 1979 | 15      | F.C. Tokyo          |
| 9  | TV | Yamagishi Satoru         | 3 tháng 5 năm 1983   | 9       | Kawasaki Frontale   |
| 10 | TV | Yamase Koji              | 22 tháng 9 năm 1981  | 5       | Yokohama F. Marinos |
| 13 | TV | Suzuki Keita             | 8 tháng 7 năm 1981   | 23      | Urawa Red Diamonds  |
| 14 | TV | Nakamura Kengo           | 31 tháng 10 năm 1980 | 19      | Kawasaki Frontale   |
| 24 | TV | Hashimoto Hideo          | 21 tháng 5 năm 1979  | 4       | Gamba Osaka         |
| 11 | TĐ | Bando Ryuji              | 2 tháng 8 năm 1979   | 5       | Gamba Osaka         |
| 12 | TĐ | Tashiro Yuzo             | 22 tháng 7 năm 1982  | 0       | Kashima Antlers     |
| 17 | TĐ | Maeda Ryoichi            | 9 tháng 10 năm 1981  | 2       | Júbilo Iwata        |
| 20 | TĐ | Yano Kisho               | 5 tháng 4 năm 1984   | 8       | Albirex Niigata     |

## Hàn Quốc
Huấn luyện viên trưởng:  Huh Jung-Moo
| Số | Vt | Cầu thủ         | Ngày sinh (tuổi)     | Số trận | Câu lạc bộ              |
| -- | -- | --------------- | -------------------- | ------- | ----------------------- |
|    | TM | Yeom Dong-Gyun  | 6 tháng 9 năm 1983   | 0       | Chunnam Dragons         |
|    | TM | Kim Yong-Dae    | 11 tháng 10 năm 1979 | 18      | Gwangju Sangmu Phoenix  |
|    | TM | Jung Sung-Ryong | 4 tháng 1 năm 1985   | 3       | Pohang Steelers         |
|    | HV | Cho Won-Hee     | 17 tháng 4 năm 1983  | 17      | Suwon Samsung Bluewings |
|    | HV | Cho Yong-Hyung  | 3 tháng 11 năm 1983  | 3       | Jeju United             |
|    | HV | Park Won-Jae    | 28 tháng 5 năm 1984  | 3       | Pohang Steelers         |
|    | HV | Kang Min-Soo    | 14 tháng 2 năm 1986  | 9       | Chunnam Dragons         |
|    | HV | Kwak Hee-Joo    | 5 tháng 10 năm 1981  | 3       | Suwon Samsung Bluewings |
|    | HV | Kwak Tae-Hwi    | 8 tháng 7 năm 1981   | 3       | Chunnam Dragons         |
|    | HV | Cho Sung-Hwan   | 9 tháng 4 năm 1982   | 3       | Pohang Steelers         |
|    | HV | Lee Sang-Ho     | 18 tháng 11 năm 1981 | 0       | Jeju United             |
|    | TV | Kim Nam-Il      | 14 tháng 3 năm 1977  | 77      | Vissel Kobe             |
|    | TV | Lee Kwan-Woo    | 25 tháng 2 năm 1978  | 12      | Suwon Samsung Bluewings |
|    | TV | Yeom Ki-Hoon    | 30 tháng 3 năm 1983  | 17      | Ulsan Hyundai Horang-i  |
|    | TV | Gu Ja-Cheol     | 27 tháng 2 năm 1989  | 1       | Jeju United             |
|    | TV | Oh Jang-Eun     | 24 tháng 7 năm 1985  | 6       | Ulsan Hyundai Horang-i  |
|    | TV | Lee Jong-Min    | 1 tháng 9 năm 1983   | 3       | Ulsan Hyundai Horang-i  |
|    | TV | Hwang Ji-Soo    | 27 tháng 3 năm 1981  | 1       | Pohang Steelers         |
|    | TĐ | Lee Keun-Ho     | 11 tháng 4 năm 1985  | 4       | Daegu FC                |
|    | TĐ | Cho Jin-Soo     | 2 tháng 9 năm 1983   | 1       | Jeju United             |
|    | TĐ | Park Chu-Young  | 10 tháng 7 năm 1985  | 23      | FC Seoul                |
|    | TĐ | Ko Ki-Gu        | 31 tháng 7 năm 1980  | 1       | Pohang Steelers         |

## Bắc Triều Tiên
Huấn luyện viên trưởng:  Kim Jong-Hun
| Số | Vt | Cầu thủ       | Ngày sinh (tuổi)     | Số trận | Câu lạc bộ              |
| -- | -- | ------------- | -------------------- | ------- | ----------------------- |
| 1  | TM | Ri Myong-Guk  | 9 tháng 9 năm 1986   |         | Pyongyang City          |
| 2  | HV | Cha Jong-Hyok | 25 tháng 9 năm 1985  |         | Amrokgang               |
| 3  | HV | Ri Jun-Il     | 24 tháng 8 năm 1987  |         | Sobaeksu                |
| 4  | TV | Pak Nam-Chol  | 2 tháng 7 năm 1985   |         | 25 tháng 4              |
| 5  | HV | Ri Kwang-Chon | 4 tháng 9 năm 1985   |         | 25 tháng 4              |
| 6  | HV | So Hyok-Chol  | 19 tháng 2 1987      |         | Pyongyang City          |
| 7  | TĐ | Kim Myong-Won | 15 tháng 7 năm 1983  |         | Amrokgang               |
| 8  | HV | Ji Yun-Nam    | 22 tháng 11 năm 1976 |         | 25 tháng 4              |
| 9  | TV | Ahn Young-Hak | 25 tháng 10 năm 1978 |         | Suwon Samsung Bluewings |
| 11 | TV | Mun-In-Guk    | 29 tháng 9 năm 1978  |         | 25 tháng 4              |
| 12 | TĐ | Chong Tese    | 2 tháng 3 năm 1984   | 6       | Kawasaki Frontale       |
| 13 | HV | Pak Chol-Jin  | 5 tháng 9 năm 1985   |         | Amrokgang               |
| 14 | HV | Han Song-Chol | 10 tháng 7 năm 1982  |         | 25 tháng 4              |
| 15 | TV | Kim Yong-Jun  | 19 tháng 7 năm 1983  |         | 25 tháng 4              |
| 16 | HV | Nam Song-Chol | 7 tháng 5 năm 1982   |         | 25 tháng 4              |
| 17 | TĐ | Choe Chol-Man | 22 tháng 9 năm 1985  |         | 25 tháng 4              |
| 18 | TM | Kim Myong-Gil | 16 tháng 10 năm 1984 |         | Amrokgang               |
| 19 | HV | An Chol-Hyok  | 27 tháng 6 năm 1985  |         | Rimyongsu               |
| 20 | TV | Ryang Yong-Gi | 7 tháng 1 năm 1982   |         | Vegalta Sendai          |
| 21 | TV | Kim Song-Chol | 29 tháng 8 năm 1983  |         | Kigwancha               |
| 22 | TĐ | Kim Kum-Il    | 10 tháng 10 năm 1987 |         | 25 tháng 4              |
| 23 | TĐ | Pak Chol-Min  | 10 tháng 12 năm 1988 |         | Rimyongsu               |
| 24 | TM | Ju Kwang-Min  | 20 tháng 5 năm 1990  |         | Kigwancha               |

## Trung Quốc
Huấn luyện viên trưởng:  Vladimir Petrovic
| Số | Vt | Cầu thủ       | Ngày sinh (tuổi)     | Số trận | Câu lạc bộ          |
| -- | -- | ------------- | -------------------- | ------- | ------------------- |
| 1  | TM | Tông Lỗi      | 26 tháng 7 năm 1981  |         | Trường Xuân Á Thái  |
| 12 | TM | Trần Đông     | 5 tháng 3 năm 1978   |         | Đại Liên Thạch Đức  |
| 22 | TM | Song Zhenyu   | 11 tháng 9 năm 1981  |         | Changsha Jinde      |
| 19 | HV | Wang Xiao     | 30 tháng 8 năm 1978  |         | Tianjin Taida       |
| 5  | HV | Li Weifeng    | 1 tháng 12 năm 1978  |         | Thần Hoa Thượng Hải |
| 18 | HV | Xu Yunlong    | 17 tháng 2 năm 1979  |         | Bắc Kinh Quốc An    |
| 13 | HV | Zhang Yonghai | 15 tháng 3 năm 1979  |         | Bắc Kinh Quốc An    |
| 2  | HV | Zhang Shuai   | 20 tháng 7 năm 1981  |         | Bắc Kinh Quốc An    |
| 3  | HV | Sun Xiang     | 15 tháng 1 năm 1982  |         | Thần Hoa Thượng Hải |
| 20 | HV | Zhang Xiaofei | 11 tháng 7 năm 1982  |         | Trường Xuân Á Thái  |
| 4  | HV | Feng Xiaoting | 22 tháng 10 năm 1985 |         | Dalian Shide        |
| 10 | TV | Zhao Junzhe   | 18 tháng 4 năm 1979  |         | Changsha Jinde      |
| 14 | TV | Li Yan        | 1 tháng 6 năm 1981   |         | Tây An              |
| 14 | TV | Wang Dong     | 10 tháng 9 năm 1981  |         | Trường Xuân Á Thái  |
| 8  | TV | Du Zhenyu     | 1 tháng 2 năm 1983   |         | Trường Xuân Á Thái  |
| 17 | TV | Wang Song     | 12 tháng 10 năm 1983 |         | Chengdu Shefield    |
| 15 | TV | Liu Jian      | 20 tháng 1 năm 1985  |         | Qingdao Jonoon      |
| 16 | TV | Zhou Haibin   | 19 tháng 7 năm 1985  |         | Shandong Luneng     |
| 21 | TV | Jiang Ning    | 1 tháng 9 năm 1986   |         | Qingdao Jonoon      |
| 9  | TV | Hao Junmin    | 24 tháng 3 năm 1987  |         | Tianjin Taida       |
| 7  | TĐ | Qu Bo         | 15 tháng 7 năm 1981  |         | Qingdao Jonoon      |
| 23 | TĐ | Lu Zheng      | 5 tháng 2 năm 1985   |         | Shandong Luneng     |
| 11 | TĐ | Zhu Ting      | 15 tháng 7 năm 1985  |         | Dalian Shide        |